# Musha Aleste: Full Metal Fighter Ellinor
Musha Aleste: Full Metal Fighter Ellinor (M.U.S.H.A. - Metallic Uniframe Super Hybrid Armor - aux États-Unis) est un shoot them up sorti en 1990 sur Mega Drive. Le jeu a été développé par Compile puis édité par Toaplan pour le territoire Japonais et Seismic pour les USA.